# Jonathan Trumbull Jr.
Jonathan Trumbull Jr. (Lebanon, provincia de Connecticut, América británica; 26 de marzo de 1740-Lebanon; 7 de agosto de 1809) fue un político estadounidense que se desempeñó como segundo presidente de la Cámara de Representantes de los Estados Unidos entre 1791 y 1793. Sirvió como vicegobernador de Connecticut entre 1796 y 1797; y como gobernador entre 1797 y 1809.

## Primeros años de vida
Nació en Lebanon, Connecticut, el segundo hijo de Jonathan Trumbull Sr. (el eventual gobernador de Connecticut) y su esposa Faith Robinson, hija de John Robinson. Se graduó por colegio de Harvard en 1759 y pronunció el discurso de despedida cuando recibió su maestría en 1762.

## Carrera profesional

### Cargos estatales y locales
Continuando con la tradición de servicio público de la familia, comenzó con cargos municipales y coloniales: gran jurado, agrimensor de carreteras, juez de paz y concejal. En 1774 fue elegido diputado.

### Guerra de Independencia
Sirvió en el Ejército Continental como general del Departamento del Norte entre el 28 de julio de 1775 y el 29 de julio de 1778. En febrero de 1781, se le otorgó el grado de teniente coronel. Sirvió durante la guerra como ayudante de campo del general George Washington hasta el 28 de diciembre de 1783. Después de la guerra, se convirtió en miembro original de la Sociedad de Cincinnati.

### Congreso de los Estados Unidos
Sirvió en la Cámara de Representantes de los Estados Unidos entre el 4 de marzo de 1789 y el 3 de marzo de 1795. Fue el presidente de la Cámara durante el 2.º Congreso, precedido y sucedido por Frederick Muhlenberg.
Fue elegido para el Senado de los Estados Unidos, sirviendo desde el 4 de marzo de 1795 hasta el 10 de junio de 1796.

### Gobernador de Connecticut
El 10 de junio de 1796 renunció al Senado de los Estados Unidos para convertirse en vicegobernador de Connecticut . Cuando el gobernador Oliver Wolcott murió en diciembre de 1797, lo sucedió; y fue reelegido por once mandatos consecutivos hasta su muerte.

## Vida personal
Fue elegido miembro de la Academia Estadounidense de las Artes y las Ciencias en 1804.
Murió el 7 de agosto de 1809, a la edad de 69 años. Está enterrado en el cementerio de Trumbull, Lebanon, Connecticut. Fue uno de los miembros originales del consejo de administración de la Academia Bacon.